# Robinson Jeffers
John Robinson Jeffers (ur. 10 stycznia 1887 w Pittsburghu, zm. 20 stycznia 1962 w Carmel-by-the-Sea) – amerykański poeta, znany z twórczości poświęconej kalifornijskiemu wybrzeżu. 
Debiutował tomikiem Flagons and Apples w 1912, ale dopiero zbiorek Tamar and Other Poems (1924) przyniósł mu uznanie i popularność. Sukcesem była też adaptacja Medei Eurypidesa (1946). Napisał między innymi poemat Tamar. Tworzył też sonety, między innymi cykl The Truce and the Peace.